# Margaritasita
La margaritasita és un mineral uranil-vanadat de la classe dels minerals òxids que pertany al grup de la carnotita. Va ser descoberta l'any 1982 a la mina Margaritas localitzada en la sierra de Peña Blanca, al municipi d'Aldama, estat de Chihuahua (Mèxic), sent nomenada així pel nom de la mina on es va trobar.

## Característiques químiques
Químicament és un uranil sorovanadat de cesi hidratat.
A més dels elements de la seva fórmula, sol portar com a impureses: potassi i hidrogen.

## Formació i jaciments
Es va trobar en dipòsits de fumarola en roca riolita. És el principal dipòsit de mineral que emplena els porus amb fenocristalls en tobes volcàniques félsiques; que han estat alterades per fluids hidrotermals d'alta temperatura.
Sol trobar-se associat a altres minerals com: caolinita o quars.

## Usos
És una mena d'urani, de gran importància estratègica.